# IC 4887
IC 4887 је спирална галаксија у сазвјежђу Паун која се налази на листи објеката дубоког неба у Индекс каталогу.
Деклинација објекта је - 69° 35' 13" а ректасцензија 19h 48m 21,0s. Привидна величина (магнитуда) објекта IC 4887 износи 13,4 а фотографска магнитуда 14,2. IC 4887 је још познат и под ознакама ESO 73-9, PGC 63681.